# Karmravan
Karmravan (en arménien Կարմրավան) est une communauté rurale du marz de Shirak en Arménie. En 2008, elle compte 211 habitants.